# Margaret Daly
Margaret Daly (n. 26 ianuarie 1938, Belfast, Irlanda de Nord, Regatul Unit) este un om politic britanic, membru al Parlamentului European în perioadele 1984-1989 si 1989-1994 din partea Regatului Unit.
1. ↑  Deputații în Parlamentul European